# 新城铺遗址
新城铺遗址，位于中国河北省石家庄市新城铺，为石家庄市正定县的一个省级文物保护单位，类型为古遗址，公布时间为1982年7月23日。
新城铺遗址的历史年代为商、周。